# Dhurkot Nayagaun
Dhurkot Nayagaun (nep. धुर्कोट नयाँगाउँ) – gaun wikas samiti w zachodniej części Nepalu w strefie Lumbini w dystrykcie Gulmi. Według nepalskiego spisu powszechnego z 2001 roku liczył on 978 gospodarstw domowych i 4692 mieszkańców (2619 kobiet i 2073 mężczyzn).